# الیاکیم مانگالا
الیاکیم هانس مانگالا (فرانسوی: Eliaquim Hans Mangala‎؛ زادهٔ ۱۳ فوریهٔ ۱۹۹۱)، بازیکن فوتبال اهل فرانسه است .
او تاکنون در تیمهای استاندارد لیژ، پورتو، منچستر سیتی، والنسیا، اورتون بازی کرده‌است. وی در پست دفاع وسط بازی می‌کند و او در فرانسه به دنیا آمد ولی وقتی بچه بود به بلژیک رفت و فوتبال حرفه‌ای را با باشگاه فوتبال استاندارد لیژ آغاز کرد.